# Dirk Copeland
Dirk Copeland (Los Angeles, Califòrnia, 5 de setembre de 1972) va ser un ciclista nord-americà que s'especialitzà amb la pista, on va guanyar dues medalles als Campionats del món de persecució per equips. Va participar en dos Jocs Olimpics.
El seu germà Jim també es dedicà al ciclisme.

## Palmarès en pista
- 1995
  -  Campió dels Estats Units en persecució per equips

## Palmarès en ruta
- 1996
  - 1r al Valley of the Sun Stage Race i vencedor d'una etapa
- 2004
  - 1r al Madera County Stage Race i vencedor d'una etapa
- 2006
  - 1r al Cougar Mountain Classic i vencedor de 2 etapes